# Alagnak River
Der Alagnak River ist ein 127 Kilometer langer Fluss im Südwesten des US-amerikanischen Bundesstaates Alaska mit einem Einzugsgebiet von etwa 3600 km². In Yupik bedeutet das Wort Alagnak „sich irren“. Jedes Jahr ändert sich der Flusslauf und verzweigt sich neu, weshalb er auch „Branch River“ genannt wird ("to branch" = „sich verzweigen“).

## Flusslauf
Der Alagnak beginnt am Abfluss des Kukaklek Lake im Katmai-Nationalpark. Der Oberlauf liegt in der Aleutenkette. Auf den ersten 9,5 Kilometer fließt der Alagnak langsam durch die Tundra. Hier besteht die Vegetation vorwiegend aus Fichten. Dann wird das Tal enger mit fast senkrechten Felswänden. Von Flusskilometer 11,5 bis 23 fließt er durch eine Schlucht mit einer Geschwindigkeit von etwa 11–13 km/h. Der Nonvianuk River mündet bei Kilometer 33 in den Alagnak. Nach Westen mäandernd durchquert der Alagnak die Alaska-Halbinsel und mündet in den Kvichak River, der seinerseits in die Bristol Bay (Beringmeer) fließt.

## Flora und Fauna
Dank des reichen Angebots an Lachsen gibt es im Sommer und Herbst am Fluss eine bedeutende Bärenpopulation (Grizzly- und Schwarzbären). Der größte Teil des Einzugsgebietes stellt ein Winter-Habitat für Karibus dar. Elche sind das ganze Jahr hindurch anzutreffen. Entlang des Flusses findet man Biber, Fuchs, Luchs, Vielfraß, Nerz, Otter und gelegentlich auch den Wolf. Im Wasser gibt es unter anderem mehrere Lachs-Arten, Regenbogenforellen, Saiblinge, Äschen und Hechte.
Entlang des Alagnak gibt es eine vielseitige Vegetation mit Fichten, Weiden und vielen Beerenarten.

## Alagnak Wild River
Die oberen 108 Kilometer des Alagnak haben den Status eines schützenswerten National Wild and Scenic Rivers im Sinne des ANILCA (Alaska National Interest Land Conservation Act). Dieser Flussabschnitt wird auch „Alagnak Wild River“ genannt und wird vom National Park Service verwaltet.

## Tourismus
Der Alagnak ist einer der wichtigsten Flüsse für Sportfischer in Alaska. 
Für Kanuten ist der Fluss befahrbar. In der Schlucht trifft man auf Wildwasser I bis III. Die Portage ist möglich, aber schwierig.